# Heinz Ohff
Heinz Ohff (* 12. Mai 1922 in Eutin; † 24. Februar 2006 in Berlin) war ein deutscher Kunstkritiker und Autor. Er war Feuilletonchef des Tagesspiegels und veröffentlichte auch unter dem Pseudonym N. Wendevogel.

## Leben

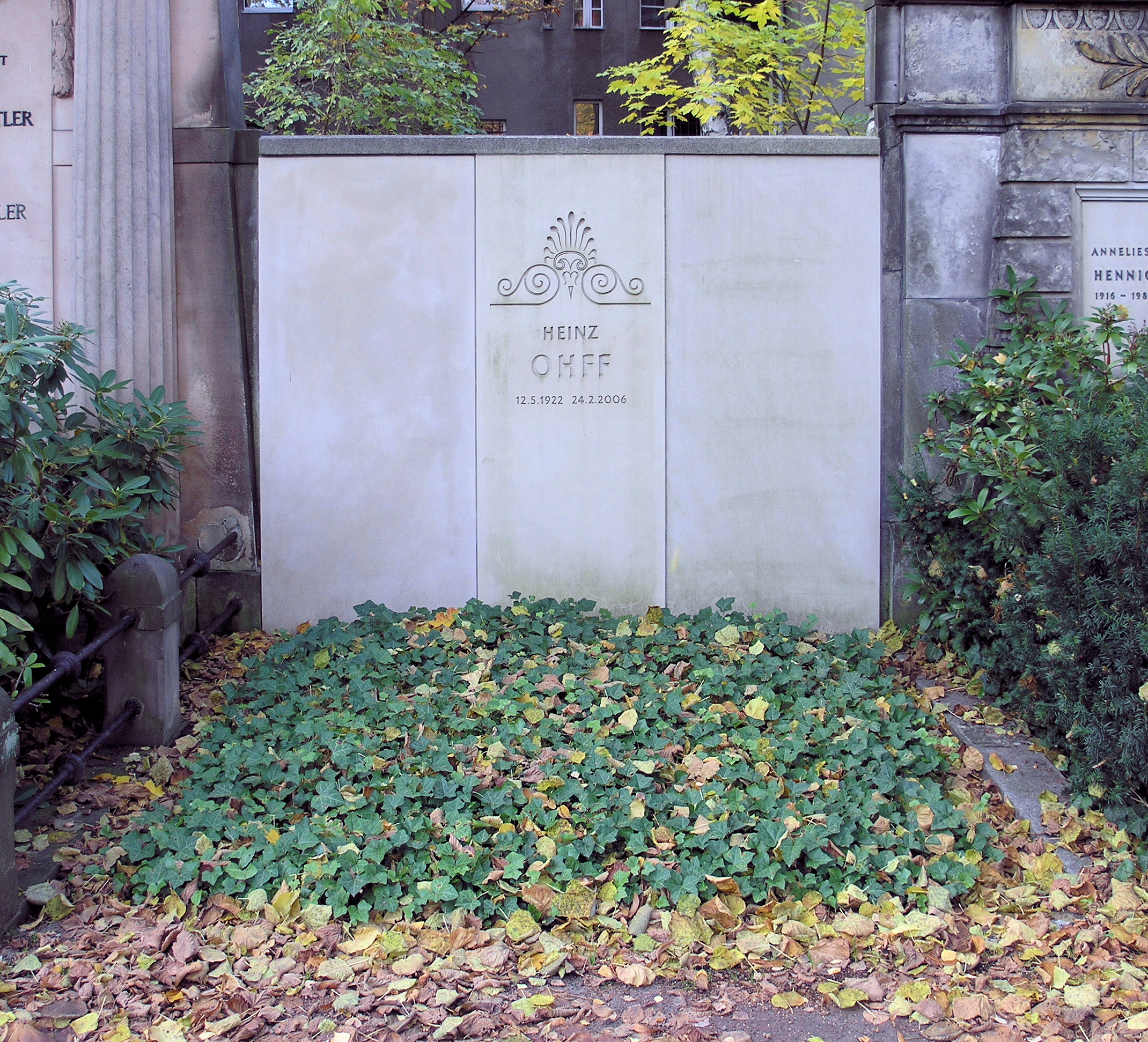
Grabstätte, Stubenrauchstraße 43–45, in Berlin-Friedenau

Heinz Ohff kam in einer anglophilen Lehrerfamilie in der Holsteinischen Schweiz zur Welt. Jung wurde er zur Wehrmacht eingezogen und 1943 als Kriegsgefangener in einem Wüstenlager bei Casablanca interniert. Verhört wurde er dort u. a. durch Erika Mann, was dazu führte, dass er zur Farmarbeit in die USA geschickt wurde. Obwohl er Thomas Manns Tochter nie wieder begegnete, ging Ohff selbst davon aus, dass er ohne diese „Schlüsselbegegnung“ wohl nie Feuilletonredakteur geworden wäre.
Bei der ab Oktober 1945 in der Amerikanischen Besatzungszone in Deutschland herausgegebenen Neuen Zeitung begann seine journalistische Laufbahn, die ihn über das Heidelberger Tageblatt (wo er auch Ballettkritiken schrieb), den Weser-Kurier und die Bremer Nachrichten 1961, im Jahr des Mauerbaus, zum Berliner Tagesspiegel führte. Dort war er zusammen mit Wolf Jobst Siedler und später Hans Scholz für die Leitung des Feuilletons zuständig. Nachdem Siedler Verleger geworden war und auch Scholz 1976 ausgeschieden war, wurde er alleiniger Ressortchef neben dem Theaterkritiker Günther Grack. 1987 ging Ohff in den Ruhestand.
In Zusammenhang mit der Malergruppe der so genannten „Jungen Wilden“, deren Berliner Zweig sich im Mai 1977 gründete und die Galerie am Moritzplatz in Berlin-Kreuzberg betrieb (wichtige Vertreter waren Rainer Fetting, Helmut Middendorf, Salomé und Bernd Zimmer, das „vierblättrige Ur-Kleeblatt vom Moritzplatz“ genannt), machte sich Ohff durch viele Artikel verdient. Unter Die Wilden sind wieder da in seinem Werk Von Krokodilen und anderen Künstlern von 1982 setzte er sich mit ihnen kritisch auseinander. Im selben Werk sind u. a. auch Kritiken über Robert Rauschenberg, Joseph Beuys, Barbara Heinisch, Wolf Vostell, Bernard Schultze, Gerhard Richter und Walter Stöhrer zu lesen. Bekanntheit erlangte er mit seinen zahlreichen Biographien, beispielsweise über Karl Friedrich Schinkel, Theodor Fontane, Fürst Pückler-Muskau oder Königin Luise von Preußen und zuletzt Heinrich von Kleist. Ohff war zudem ein profunder Literaturkritiker und mit vielen Literaten bekannt und befreundet, dazu zählten u. a. Emil Belzner, Friedrich Burschell, Heinrich Eduard Jacob, William Somerset Maugham (ihn interviewte er 1957 für die Tagesschau) oder Kurt Wildhagen.
Ohff war Mitglied im P.E.N.-Zentrum Deutschland und langjähriger Präsident der deutschen Sektion des Internationalen Kunstkritikerverbandes Association Internationale des Critiques d’Art (AICA). Er war ab 1957 mit der Fotografin Christiane Ohff, geb. Hartmann (* 1935), verheiratet und lebte abwechselnd in Berlin und in der Künstlerkolonie von St Ives im südenglischen Cornwall. Ohff wurde auf dem Friedhof Stubenrauchstraße in Berlin-Schöneberg beigesetzt.
Am 30. Mai 2007 fand in der Akademie der Künste (Berlin) ein Erinnerungsabend für Heinz Ohff mit Ekkhard Haack, Lothar C. Poll, Hermann Rudolph und Heidemarie Theobald statt.

## Werke
- Pop und die Folgen oder die Kunst, Kunst auf der Straße zu finden. Visualisiert von Wolf Vostell. Droste Verlag, Düsseldorf 1968, 2. Auflage 1969.
- Hannah Höch. (Mit Bibliographie und Werkeverzeichnis von Hannah Höch.) Gebr. Mann Verlag, Berlin 1968.
- Galerie der neuen Künste. Revolution ohne Programm. Bertelsmann Kunstverlag, Gütersloh 1971, ISBN 3-570-05436-5.
- Kunst ist Utopie. Visualisiert von Hans Peter Willberg. C. Bertelsmann Verlag, Gütersloh 1972.
- Anti-Kunst. Droste Verlag, Düsseldorf 1973, ISBN 3-7700-0363-2.
- Fritz Köthe. (Monographie und Werkverzeichnis von Fritz Köthe). Nicolai Verlag, Berlin 1976, ISBN 3-87584-048-8.
- Auch sie waren Preußen: 15 Lebensbilder. Safari-Verlag, Berlin 1979, ISBN 3-7934-1458-2.
- Von Krokodilen und anderen Künstlern: 30 Kritiken aus 20 Jahren. Galerie Ars-Viva-Edition, Berlin 1982, ISBN 3-923466-27-7.
- 2mal Berlin (mit 38 Fotos von Christiane Hartmann-Ohff). Piper Verlag, München/Zürich 1985, ISBN 3-492-02854-3.
- William Turner. Die Entdeckung des Wetters. Piper Verlag, München 1987, ISBN 3-492-15205-8.
- Ein Stern in Wetterwolken: Königin Luise von Preußen. Piper Verlag, München 1989, ISBN 3-492-03198-6.
- Elegie auf Potsdam: das Ende der Garnisonkirche (zus. mit Martin Seidel / Fotos). Stapp Verlag, Berlin 1991, ISBN 3-87776-132-1.
- Karl Friedrich Schinkel oder die Schönheit in Preußen. Piper Verlag, München 2000, ISBN 3-492-22965-4.
- Gebrauchsanweisung für England. Piper Verlag, München 2001, ISBN 3-492-27504-4.
  - Reiseleesboek Engeland. Spectrum Verlag, Utrecht 2005, ISBN 90-274-9986-1.
- Preußens Könige. Piper Verlag, München 2001, ISBN 3-492-23359-7.
- Theodor Fontane. Leben und Werk. Piper Verlag, München 2002, ISBN 3-492-22483-0.
- Der grüne Fürst. Das abenteuerliche Leben des Hermann Pückler-Muskau. Piper Verlag, München 1991. ISBN 3-492-03432-2. Neuausgabe: Piper Verlag, München 2002, ISBN 3-492-23715-0.
- Gebrauchsanweisung für Schottland. Piper Verlag, München 2002, ISBN 3-492-27510-9.
- König Artus. Eine Sage und ihre Geschichte. Piper Verlag, München 2003, ISBN 3-492-26554-5.
- Peter Joseph Lenné. Jaron, Berlin 2003, ISBN 3-89773-123-1
- Königin Luise von Preußen. Ein Stern in Wetterwolken. Piper Verlag, München 2005, ISBN 3-492-21548-3 (erweiterte Neuausgabe).
- Heinrich von Kleist – Ein preußisches Schicksal. Piper Verlag, München 2005, ISBN 3-492-24561-7.

Unter dem Pseudonym N. Wendevogel
- Vielgeliebtes Heidelberg: N. Wendevogels Heidelberger Romanzen (mit Illustrationen von Hans Fischer & Horst Lemke). Karl Bergmann Verlag, Heidelberg 1953.
- Auf Reisen bin ich Mensch. Stapp Verlag, Berlin 1983, ISBN 3-87776-951-9.
- Zuhause und anderswo. Stapp Verlag, Berlin 1984, ISBN 3-87776-952-7.
- Ein Mensch ist unterwegs. Stapp Verlag, Berlin 1987, ISBN 3-87776-953-5.

### Herausgeberschaft
- Vöglein singe mir was Schönes vor. Dokumente aus Kindertagen. (Zusammen mit Hans Scholz herausgegeben). Sigbert Mohn Verlag, Gütersloh 1965.
- Eine Sprache, viele Zungen: Autoren der Gegenwart schreiben in deutschen Mundarten. (Zusammen mit Hans Scholz herausgegeben). Sigbert Mohn Verlag, Gütersloh 1966. Zu den insgesamt 77 für die Anthologie gewonnenen Autoren gehörten u. a.: Stefan Andres, Sebastian Blau, Oskar Maria Graf, Heinrich Eduard Jacob, Erich Kästner, Siegfried Lenz, Heinz Piontek, Wolfdietrich Schnurre und Wolfgang Weyrauch.
- Briefe eines Verstorbenen: Hermann Fürst Pückler-Muskau. (Vollständige Ausgabe, neu herausgegeben von Heinz Ohff). Kupfergraben Verlag, Berlin 1986, ISBN 3-89181-001-6. Zuletzt erschienen: Propyläen Verlag, Berlin 2006, ISBN 3-549-07296-1.

### Übersetzungen
- Julietta Low: Das Leben der ersten Pfadfinderin Amerikas: Helen Boyd Higgins. Von Heinz Ohff unter seinem Pseudonym N. Wendevogel aus dem Amerikanischen übersetzt. Kerle Verlag, Heidelberg 1953.
- Frank G. Slaughter: Die heilenden Hände. Roman. Zusammen mit Heinrich Ringleb aus dem Amerikanischen übersetzt von Heinz Ohff. Kindler Verlag, München 1955.
- Walter Blair: Das große Lügengarn: Von Trappern, Schelmen und anderen Amerikanern. Aus dem Amerikanischen übersetzt von Heinz Ohff. Deutscher Taschenbuch Verlag, München 1962.

## Ausstellungen
- Heinz Ohff und die Künstler (Fotografien von 1978 bis 1987 von Christiane Hartmann). Vernissage: 11. Mai 2007; Dauer: 12. Mai bis 29. Juni 2007 in der Galerie der Kunststiftung Poll in Berlin (Mitte).

## Auszeichnungen
- Bundesverdienstkreuz am Bande (29. Oktober 1986)[3]
- Goldmedaille der Stadt Rom

## Nachlass
1989 schenkte Heinz Ohff sein Archiv der Berlinischen Galerie, dem Landesmuseum für Moderne Kunst, Fotografie und Architektur. Es enthält Manuskripte und Materialien zu seinen Büchern, seine Korrespondenzen sowie in Zeitungen und Zeitschriften erschienene Artikel. Im Archiv befinden sich auch zahlreiche Porträts von Künstlern, die Ohffs Witwe, Christiane Hartmann-Ohff, aufgenommen hat. Zudem verwahrt die Berlinische Galerie Ohffs Fluxus-Bibliothek, die seltene Druckschriften enthält.